# Xanthisthisa holmi
Xanthisthisa holmi är en fjärilsart som beskrevs av Fletcher 1958. Xanthisthisa holmi ingår i släktet Xanthisthisa och familjen mätare. Inga underarter finns listade i Catalogue of Life.